# Остен (Осте)
Остен (њем. Osten) општина је у њемачкој савезној држави Доња Саксонија. Једно је од 57 општинских средишта округа Куксхафен. Према процјени из 2010. у општини је живјело 1.941 становника. Посједује регионалну шифру (AGS) 3352044.

## Географски и демографски подаци
Остен се налази у савезној држави Доња Саксонија у округу Куксхафен. Општина се налази на надморској висини од 1 метара. Површина општине износи 48,0 km². У самом мјесту је, према процјени из 2010. године, живјело 1.941 становника. Просјечна густина становништва износи 40 становника/km².